# Canton de Coulanges-sur-Yonne
Le canton de Coulanges-sur-Yonne est une division administrative française du département de l'Yonne.

## Composition
| Nom                             | Code Insee | Intercommunalité                | Superficie (km2) | Population (dernière pop. légale) | Densité (hab./km2) |
| ------------------------------- | ---------- | ------------------------------- | ---------------- | --------------------------------- | ------------------ |
| Coulanges-sur-Yonne (chef-lieu) | 89119      | CC Haut Nivernais - Val d'Yonne | 10,58            | 567 (2014)                        | 54                 |
| Andryes                         | 89007      | CC de Puisaye-Forterre          | 29,79            | 425 (2014)                        | 14                 |
| Crain                           | 89129      | CC Haut Nivernais - Val d'Yonne | 9,90             | 390 (2014)                        | 39                 |
| Étais-la-Sauvin                 | 89158      | CC de Puisaye-Forterre          | 44,79            | 652 (2014)                        | 15                 |
| Festigny                        | 89164      | CC Haut Nivernais - Val d'Yonne | 5,56             | 79 (2014)                         | 14                 |
| Fontenay-sous-Fouronnes         | 89177      | CC de Puisaye-Forterre          | 12,34            | 74 (2014)                         | 6                  |
| Lucy-sur-Yonne                  | 89234      | CC Haut Nivernais - Val d'Yonne | 8,19             | 149 (2014)                        | 18                 |
| Mailly-le-Château               | 89238      | CC Chablis Villages et Terroirs | 37,28            | 576 (2014)                        | 15                 |
| Merry-sur-Yonne                 | 89253      | CC Avallon - Vézelay - Morvan   | 23,66            | 210 (2014)                        | 8,9                |
| Trucy-sur-Yonne                 | 89424      | CC Chablis Villages et Terroirs | 8,31             | 143 (2014)                        | 17                 |

## Représentation

### conseillers généraux de 1833 à 2015
| Période           | Identité                     | Parti            | Qualité |
| ----------------- | ---------------------------- | ---------------- | --- |
| 1833-1836         | Laurent Gougenot             |                  | Ancien notaire, maire d'Étais-la-Sauvin                                                                                 |
| 1836-1864         | Jean-Denis Badin d'Hurtebise |                  | Juge de paix à Mailly-le-Château                                                                                        |
| 1871-1891 (décès) | Etienne Raveau (1823-1891)   |                  | Ancien notaire à Merry-sur-Yonne                                                                                        |
| 1891-1905 (décès) | Théophile Collinot           | Rad.             | Médecin - Sénateur (1900-1905) Maire de Coulanges-sur-Yonne (1888-1905)                                                 |
| 1905-1921 (décès) | Charles Surugue,             | Rad.             | Agent voyer en chef de l'Yonne Maire d'Auxerre (1900-1912 et 1919-1921)                                                 |
| 1921-1934         | Auguste Chavance             | Rad.ind.         | Maire de Lucy-sur-Yonne, conseiller d'arrondissement                                                                    |
| 1934-1938 (décès) | Paul Poirier                 | PRS              | Maire d'Etais-la-Sauvin, conseiller d'arrondissement                                                                    |
| 1938-1940         | Charles Surugue              | Rad.ind.         | Huissier, maire de Coulanges-sur-Yonne, conseiller d'arrondissement                                                     |
|                   |                              |                  | |
| 1945-1951         | Lucien Prost                 | PCF              | Ouvrier du bâtiment Premier secrétaire de la fédération de l'Yonne du PCF                                               |
| 1951-1958         | Léon Landrier                | DVD              | Viticulteur à Coulanges-sur-Yonne                                                                                       |
| 1958-1976         | Robert Billon                | RI               | Maire d'Andryes |
| 1976-1982         | Robert Roger                 | PS               | Maire de Mailly-le-Château (1965-1983)                                                                                  |
| 1982-1988         | Grégoire Direz (1950-1994)   | RPR              | Maire de Coulanges-sur-Yonne                                                                                            |
| 1988-1994         | Bernard Gaucher              | DVG              | Maire d'Andryes (1983-2008)                                                                                             |
| 1994-2001         | Philippe Métaut              | DL               | Médecin à Coulanges-sur-Yonne                                                                                           |
| 2001-2015         | Maurice Bramoullé            | RPR puis UMP-PCD | Chef d'entreprise Maire de Crain Président de la Communauté de communes du Pays de Coulanges-sur-Yonne jusqu'à fin 2013 |

### Conseillers d'arrondissement (de 1833 à 1940)
| Période                                  | Période          | Identité                                         | Étiquette           | Qualité |
| ---------------------------------------- | ---------------- | ------------------------------------------------ | ------------------- | --- |
| 1833                                     | 1842             | Pierre Claude Poulin                             |                     | Notaire à Coulanges-sur-Yonne                                                                               |
| 1842                                     | 1848             | Edmé Jean-Baptiste Badin d'Hurtebise (1779-1869) |                     | Propriétaire, magistrat, maire de Mailly-le-Château                                                         |
| 1848                                     | 1852             | Jean Louis Achille Poulin (1815-1879)            |                     | Médecin à Coulanges-sur-Yonne                                                                               |
| 1852                                     | 1880             | Albert de Mangin                                 |                     | Propriétaire, maire d'Andryes                                                                               |
| 1880                                     | 1886 (démission) | Théophile Collinot                               | Républicain radical | Médecin à Coulanges-sur-Yonne                                                                               |
| 1886                                     | 1892             | Henri Riant                                      |                     | Marchand de bois , maire de Coulanges-sur-Yonne                                                             |
| 1892                                     | 1912 (décès)     | Florent André (1820-1912)                        |                     | Marchand de bois et tailleur de pierres à Andryes                                                           |
| 1913                                     | 1921             | Auguste Chavance                                 | Radical             | Maire de Lucy-sur-Yonne                                                                                     |
| 1921                                     | 1925             | Élie Barbier                                     |                     | Propriétaire à Festigny                                                                                     |
| 1925                                     | 1934             | Paul Poirier                                     | PRS                 | Maire d'Étais-la-Sauvin                                                                                     |
| 1934                                     | 1938             | Charles Surugue                                  | Rad.ind.            | Huissier à Coulanges-sur-Yonne                                                                              |
| 1938                                     | 1940             | Ulysse Gaudot                                    |                     | Directeur honoraire d'école normale, maire de Merry-sur-Yonne (1925-1937)                                   |
| 1940                                     |                  |                                                  |                     | Les conseils d'arrondissement ont été suspendus par la loi du 12 octobre 1940 et n'ont jamais été réactivés |
| Les données manquantes sont à compléter. |                  |                                                  |                     | |

## Démographie
| 1962  | 1968  | 1975  | 1982  | 1990  | 1999  | 2006  | 2011  | 2012  |
| ----- | ----- | ----- | ----- | ----- | ----- | ----- | ----- | ----- |
| 3 774 | 3 478 | 3 354 | 3 283 | 3 266 | 3 244 | 3 330 | 3 325 | 3 322 |